# Montaillou
Montaillou okzitanisch Montalhon ist ein südfranzösischer Ort und eine Gemeinde (commune) mit 17 Einwohnern (Stand 1. Januar 2022) im Département Ariège in der Region Okzitanien.

## Lage
Montaillou liegt in einer Höhe von ca. 1280 Metern ü. d. M. auf einem kleinen Höhenzug, dem Mont d’Alion im Pays d’Aillou in den französischen Pyrenäen. Die Kleinstadt Ax-les-Thermes ist etwa 20 Kilometer (Fahrtstrecke) in südwestlicher Richtung entfernt, die Städte Foix und Pamiers befinden sich etwa 58 bzw. 78 Kilometer nordwestlich.

## Bevölkerungsentwicklung
| Jahr      | 1962 | 1968 | 1975 | 1982 | 1990 | 1999 | 2006 | 2017 |
| Einwohner | 49   | 45   | 37   | 20   | 27   | 14   | 10   | 17   |

Seit Beginn des 19. Jahrhunderts (der Ort hatte damals etwa 320 Einwohner) sank die Bevölkerungszahl kontinuierlich bis auf die Tiefstwerte der letzten Jahrzehnte ab.

## Wirtschaft
Die Bevölkerung des Bergdorfs lebte jahrhundertelang von ein wenig Ackerbau (Gerste) und von der Viehwirtschaft (Milch, Käse, Fleisch); die Forstwirtschaft spielte wegen der abgeschiedenen Lage des Ortes kaum eine Rolle. In der zweiten Hälfte des 20. Jahrhunderts kamen Einnahmen aus dem Tourismus hinzu, z. B. in Form der Vermietung von Ferienhäusern (gîtes).

## Geschichte
Bedeutend ist Montaillou für die Geschichtswissenschaft durch die umfassende Dokumentation der Verhöre des Jacques Fournier.

Der französische Historiker Emmanuel Le Roy Ladurie hat in den 1970er Jahren in einer Dissertation die Quellen zu einem Lebensbild des Ortes ausgearbeitet.

Diese Forschungen wurden fortgeführt, so etwa in einem Kolloquium im Jahre 2000 sowie durch archäologische Grabungen, die das von den Schriftquellen vermittelte Bild ergänzen.

 Laduries Werk wurde als "das umfangreichste und spannendste Tableau über das mittelalterliche Leben in einer französischen Gemeinschaft", das je geschrieben wurde, gewürdigt, als "Meilenstein in der Wissenschaft".

Es bietet vielfältige Einblicke in den Alltag und die Mentalität einer Dorfgemeinschaft des Mittelalters. Im 14. Jahrhundert hing die Mehrheit der Bevölkerung der Lehre der Katharer an. Bischof Jacques Fournier, der spätere Papst Benedikt XII., führte einen Ketzerprozess durch, der am 9. Oktober 1325 abgeschlossen wurde und dessen Akten mit 578 protokollierten Vernehmungen und 160 Zeugenaussagen zahlreiche Zeugnisse über das Leben der Bewohner, Tratsch und Klatsch des Dorfes mit Einblicken in die Intimsphäre vieler Bewohner überliefert hat. Man erfährt von den Seitensprüngen und Gedanken des Pfarrers wie der einfachen Schäfer, man gewinnt Einblicke in den Tagesablauf und die Wirtschaftsstrukturen des Ortes.

## Sehenswürdigkeiten

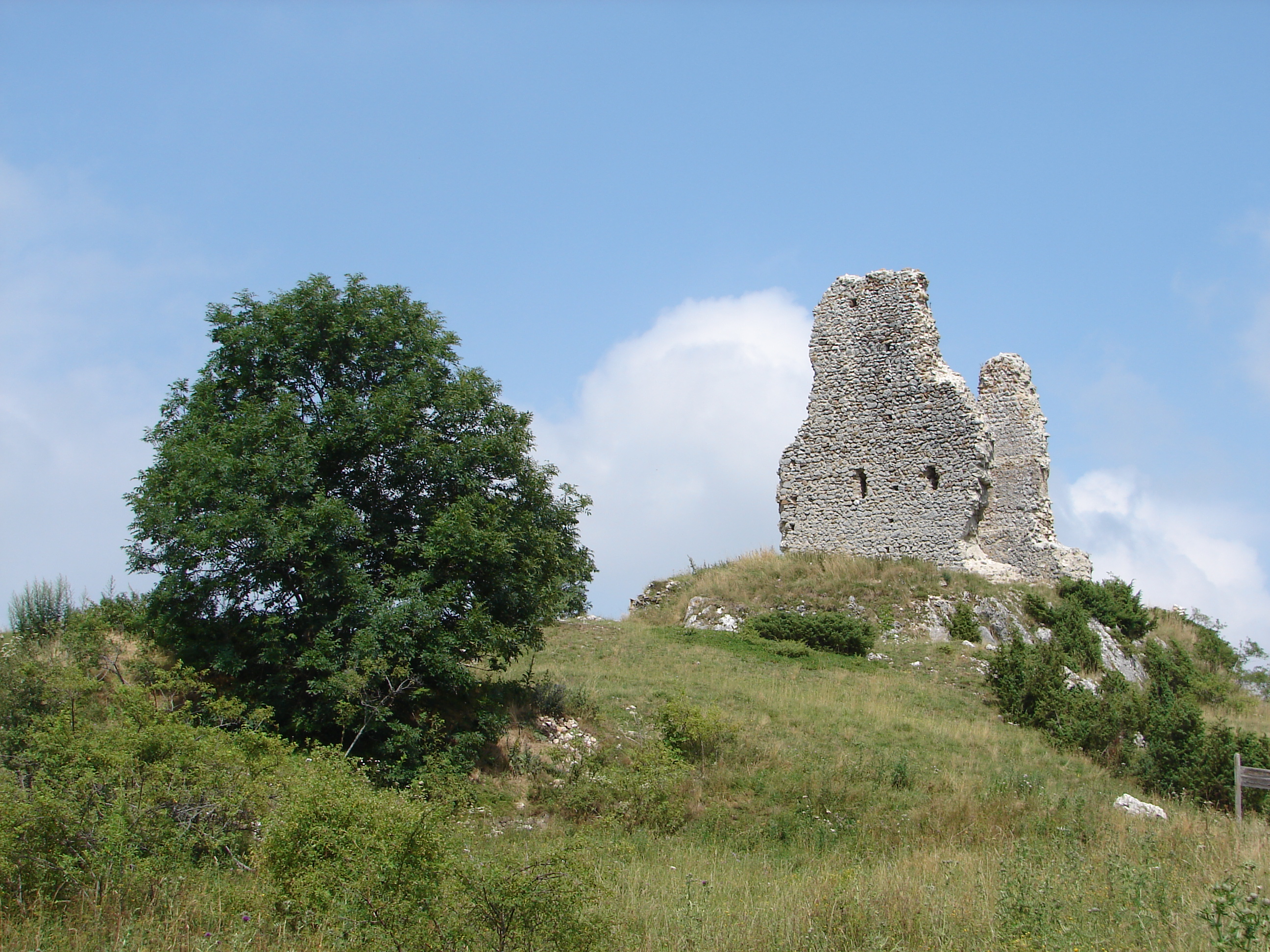
Ruine der Burg

- Die Ruine der Burg Montaillou aus dem 12. Jahrhundert überragt den Ort. Erbaut durch die Herren von Alion, fiel sie später an die Grafen von Foix, ehe sie im 17. Jahrhundert auf Befehl Richelieus niedergelegt wurde. Im Dezember 1984 wurde sie in die Liste der Monuments historiques aufgenommen.[1]
- Die kleine Kirche Notre Dame de Carnesses ist ein romanischer Bau aus dem 10./11. Jahrhundert und geht – gemäß lokaler Überlieferung – auf die Marienerscheinung einer Schäferin zurück. Als ‚Beweis‘ für diese Erscheinung findet man bei der Kapelle eine Felsplatte mit einem ‚Fußabdruck Mariens‘. Nach den Akten der Inquisition von Pamiers wurde in dieser Kapelle die strenggläubige Katharerin Mengarde Clergue von ihrem Sohn, dem Pfarrer Pierre Clergue, beerdigt. Es geht nicht aus den Akten hervor, ob die Leiche – wie damals bei posthum überführten Ketzern üblich – exhumiert und anschließend verbrannt wurde.
- Das Schloss der Familie Montauriol stammte ursprünglich aus dem Jahr 1588. Es wurde durch Brandstiftung in der Nacht zum 15. Dezember 1756 zerstört. Erhalten geblieben ist nur das von der Familie Montauriol rekonstruierte, befestigte Tor aus dem 16. Jahrhundert.